# Rybí trh Cukidži
Rybí trh Cukidži (japonsky 築地市場, Cukidži šidžó) byla tržnice v japonském hlavním městě Tokiu, zaměřená na velkoobchod s mořskými produkty. Spravoval ji hospodářský odbor tokijské radnice a nacházela se ve čtvrti Cukidži na břehu řeky Sumida, byla dostupná linkou Hibija tokijského metra. 
Trh s rybami byl v Tokiu zřízen již za vlády Iejasu Tokugawy (17. století). Původně sídlil ve čtvrti Nihonbaši, po velkém zemětřesení v Kantó v roce 1923 byl rozhodnuto o jeho přestěhování. Nová tržnice v Cukidži byla postavena ve stylu nové věcnosti a otevřena 11. února 1935. Dělila se na vnitřní trh, kde každý všední den od pěti do deseti hodin ráno probíhaly profesionální aukce ryb a dalších produktů, a vnější trh s maloobchodními prodejnami a restauracemi. Byla největším trhem tohoto typu na světě, kde pracovalo okolo 65 000 lidí, ročně se zde prodalo 700 000 tun zboží patřícího ke 480 druhům a obrat dosahoval 600 miliard jenů za rok. Dění na tržnici patřilo k populárním turistickým atrakcím Tokia, i když v roce 2009 byla přítomnost nepovolaných osob na vnitřním trhu označena za nežádoucí.
Po osmdesáti letech existence byla tržnice označena za nevyhovující z hlediska kapacity i hygienických podmínek, 6. října 2018 byla uzavřena a nahradil ji nový areál ve čtvrti Tojosu. Vnější okruh s malýmy obchody a restauracemi zůstal. Pozemek bývalé tržnice byl při olympiádě využit k parkování, do roku 2040 zde má vyrůst výstaviště s hotely. 
Skupina Clean Bandit na tržišti natáčela videoklip ke své písni „Rather Be“.